# Medalha de Mérito de Guerra
A Medalha de Mérito de Guerra (em alemão: Kriegsverdienstmedaille) foi uma condecoração da Alemanha Nazi, durante a Segunda Guerra Mundial, atribuída a civis que haviam sido reconhecidos pelo serviço exemplar prestado ao esforço de guerra alemão. Instituída a 19 de Agosto de 1940, a medalha era unicamente atribuída a civis alemães e estrangeiros.